# 湯姆·塔巴內
湯馬斯·莫措阿海·「湯姆」·塔巴內（Thomas Motsoahae "Tom" Thabane，1939年5月28日—）是莱索托的政治家，曾任莱索托首相。他是萊索托民主大會黨的成員，從1998年至2006年間並在首相莫西西利政府中任職。但在2006年，他從萊索托民主大會黨分裂，形成全巴索托大會黨。擔任了五年多的反對黨，他終於在2012年5月的議會選舉後，與其他反對黨組成聯合政府，並被任命為首相。
2014年8月底，賴索托發生軍事政變，塔巴內逃到南非避難。此次政變最後失敗，塔巴內得以繼續履職。2017年6月3日，他再次當選為首相。
塔巴內的共有三段婚姻。他的第二任妻子為利波莱洛·塔巴内，後來雙方感情不睦，並引發離婚訴訟。2017年6月14日，利波莱洛於首都街頭被人槍殺，當時為塔巴內正式就職的前兩天。隨後，他與梅赛亚·塔巴内於8月27日結婚。
2020年1月10日，賴索托第一夫人梅赛亚被控參與殺害利波莱洛，並被警方下令逮捕。梅赛亚逃匿，塔巴內不久後宣佈了辭職的打算。2月20日，警方指控塔巴內也參與了這場謀殺案，並傳喚他出庭。然而翌日他未能到庭，其子宣稱他已前往南非就醫。警方警告稱，若他不回國，將發出逮捕令。其子和新聞秘書均否認其出逃之說，聲稱他將在就醫結束後返國，並願意出庭聆訊。
2020年5月19日，塔巴內正式辭去首相職務。